# Concilio provincial
Un concilio particular o concilio provincial es un concilio convocado por el arzobispo, o un legado de la sede apostólica y su misión es la de dirimir asuntos propios de la provincia eclesiástica, asuntos de interés común entre la Iglesia y el poder civil (los cuales están en la base del nacimiento de Les Corts), así como la urgencia en la aplicación de los cánones propios de los concilios ecuménicos.
Todos ellos presentan las siguientes características: temporalidad, convocatoria, asistencia y representatividad, orden de entrada, ceremonial u ordo, temática, reliquias y gastos.

## Temporalidad
Fueron los mismos concilios que, a partir de la experiencia, establecieron la disciplina sinodal y dictaron las primeras normas. El canon V del Concilio de Nicea de 325 dispone que el concilio provincial se reúna dos veces al año con la participación de todos los obispos de la provincia. En el Concilio de Tarragona de 516, en el canon 1, se determina que los obispos acudan al concilio provincial acompañados de presbíteros y de algunos seglares. Sin embargo, la práctica no se ajustaba siempre a la normativa y las reuniones tenían una periodicidad muy irregular, mucho más acorde con las necesidades y según las posibilidades de cada momento.

## Convocatoria
En Hispania, los reyes no sólo convocaron los concilios nacionales, sino que, a veces convocaron los concilios provinciales o daban su consentimiento para su celebración. Los obispos y los papas no se opusieron a esta prerrogativa regía puesto que en los concilios de Toledo, la orden real aparece a menudo, y más que un privilegio era un derecho real de aquella época.
En el Concilio provincial de Lleida de 1229, se estableció que el concilio se convocara el domingo tercero después de Pascua, dominica Jubilate, fecha que más adelante tuvo que cambiarse para evitar la coincidencia con las ferias de Tarragona que se celebraban esos mismos días y resultaba difícil para tanta gente como concurría en el concilio.

## Asistencia y representatividad
Los miembros permanentes de los concilios fueron el metropolitano y los obispos sufragáneos como jefes de sus respectivas iglesias. Todos los interesados debían responder a la convocatoria del concilio. Todos los obispos cuando eran convocados tenían la obligación de asistir al concilio tanto general como provincial, y no estaban fácilmente dispensados de esa obligación sin motivo grave. En caso del prelado que no pudiera asistir, se le urge que envíe un procurador cualificado, razonando el motivo de la excusa. Los castigos impuestos a los no asistentes sin motivo justificado eran realmente graves, siendo considerada la inasistencia como falta de comunión y solidaridad entre los obispos. También asistían algunos abades y sacerdotes en representación de sus obispos legítimamente impedidos.
En el Concilio provincial de Lérida de 1229, junto a los obispos, aparecen también necnon multis Abbatius, et alii ecclesiarum Praelatis provinciae Tarraconensis.
En los concilios había dos clases de reuniones. Una para tratar asuntos religiosos, y la otra, asuntos seculares con asistencia activa de nobles; los seglares asistían a los concilios tomando parte activa cuando se trataban cuestiones civiles o mixtas, pero en las cuestiones religiosas eran sólo oyentes.
De los acompañantes del obispo al concilio sabemos por una concordia y división de rentas que hizo el obispo García III con el Capítulo de Jaca, que éste se reservaba el derecho a que los canónigos le dieran dos porciones canónicas diarias y la manutención para seis días cada año para doce hombres a caballo y treinta a pie que le acompañaran.

## Temática
Los temas tratados en los concilios son variadísimos: liturgia, sacramentos, moral, cánticos religiosos, idolatría, judaísmo, temas de justicia social, obligaciones políticas, castigos a los transgresores de las leyes, etc. Hicieron los padres conciliares, sobre todo, un esfuerzo notable por combatir toda clase de abusos y defectos tanto de carácter religioso como temporal. Es asombroso el número de veces que se tratan temas judiciales y políticos a partir del Concilio XII de Toledo de 653. Esta facilidad al tratar temas políticos, junto a la presencia de laicos en las asambleas, la convocatoria y confirmación por parte del rey, hacía que los concilios sin perder su significado de asambleas religiosas, tuvieran un importante significado civil. Eran los mismos reyes quienes pedían ayuda a los obispos para solucionar los problemas, pidiendo legislar en temas civiles.

## Gastos
Una bula papal de Gregorio IX, fechada en Aviñón el 25 de enero de 1371, dirigida al arzobispo Clasquerí, le manda que compelle a les persones eclesiàstiques exemptes y no exemptes de sa província a contribuir als gastos se eren oferts en la congregació del Concili provincial que per ordre del papa Urbà V se era celebrat en Tarragona. . . . Hace constar también que la convocatoria urgía la presencia personal de los convocados.